# Liste der denkmalgeschützten Objekte in Niederndorf
Die Liste der denkmalgeschützten Objekte in Niederndorf enthält die 7 denkmalgeschützten, unbeweglichen Objekte der Gemeinde Niederndorf.

## Denkmäler
| Foto |                 | Denkmal                                                                                         | Standort                                              | Beschreibung | Metadaten |
| ---- | --------------- | ----------------------------------------------------------------------------------------------- | ----------------------------------------------------- | --- | --- |
| ja   | Datei hochladen | Kriegerdenkmal HERIS-ID: 106553 Objekt-ID: 123728 TKK: 53094                                    | bei Dorf 2 Standort KG: Niederndorf                   | Das Denkmal für die Gefallenen und Vermissten beider Weltkriege steht am östlichen Eingang in die Kirchgasse. 1952 wurde es anstelle des Kriegerdenkmals von 1934 errichtet. Pfeilerflankiertes Wanddenkmal aus rötlichem Marmor, mit zentralem Kreuz und Altartisch mit eingelassenem Heldenbuch. Auf beiden Seiten des Kreuzes Inschriftentafeln aus weißem Marmor mit den Namen der Gefallenen und Vermissten beider Weltkriege in chronologischer Ordnung. | BDA-Hist.: Q37807996 Status: § 2a Stand der BDA-Liste: 2025-06-30 Name: Kriegerdenkmal GstNr.: 958/7                                                                               |
| ja   | Datei hochladen | Kath. Pfarrkirche hl. Georg und Friedhof HERIS-ID: 55742 Objekt-ID: 64554 TKK: 3744             | bei Dorf 13 Standort KG: Niederndorf                  | Die barocke Saalkirche mit einem gotischen Turm und ist von einem Friedhof umgeben. Die Deckenmalereien 1948 freigelegt malte Josef Adam Mölk 1756. | BDA-Hist.: Q38067601 Status: § 2a Stand der BDA-Liste: 2025-06-30 Name: Kath. Pfarrkirche hl. Georg und Friedhof GstNr.: 22 Pfarrkirche Niederndorf                                |
| ja   | Datei hochladen | Andachtsweg auf dem Hechenberg HERIS-ID: 106556 Objekt-ID: 123731 TKK: 53096, 53387, 53389, …   | nordwestlich Hechenbergweg 1 Standort KG: Niederndorf | Der Andachtsweg zur Wallfahrtskapelle auf dem Hechenberg besteht aus 14, teils ergänzten Stationen mit den Rosenkranzgeheimnissen. Die Stationen bestehen aus überdachten Gemäldetafeln aus Blech mit Ölmalerei. Die Stationen 1 bis 10 mit den Geheimnissen des freudenreichen und des schmerzhaften Rosenkranzes stammen aus der zweiten Hälfte des 19. Jahrhunderts und wurden 1947 restauriert. Die Stationen 11 bis 14 mit Geheimnissen des glorreichen Rosenkranzes wurden in den 1960er Jahren von Alois Höfer gemalt und 1998 restauriert. Der Andachtsweg auf dem Hechenberg wurde ca. 2023 durch einen modern gestalteten Marienweg ersetzt. Dabei wurden z.T. die alten Betonsockel verwendet. | BDA-Hist.: Q37808027 Status: § 2a Stand der BDA-Liste: 2025-06-30 Name: Andachtsweg auf dem Hechenberg GstNr.: 82/1 Andachtsweg auf dem Hechenberg (Niederndorf)                   |
| ja   | Datei hochladen | Bildstock HERIS-ID: 107560 Objekt-ID: 124905 TKK: 2971                                          | bei Jennbachweg 14 Standort KG: Niederndorf           | Die steinerne Bildsäule von 1741 wurde 1908 am heutigen Standort aufgestellt. Im Aufsatz mit gerundeter, leicht vorkragender Verdachung und Eisenkreuz ist eine rundbogige Nische mit verwitterter Kunststofftafel, die ehemals den hl. Franziskus (?) zeigte. | BDA-Hist.: Q37810452 Status: § 2a Stand der BDA-Liste: 2025-06-30 Name: Bildstock GstNr.: 1003/1                                                                                   |
| ja   | Datei hochladen | Friedhofskapelle hl. Margaretha / Aufbahrungshalle HERIS-ID: 106552 Objekt-ID: 123727 TKK: 3745 | gegenüber Kirchgasse 4 Standort KG: Niederndorf       | Die spätgotische Kapelle wurde 1518 erbaut und diente ursprünglich als Beinhaus. Der Bau mit polygonalem Chor, steilem Satteldach über gestufter Kehlung und Dachreiter hat südseitig einen breiten, die gesamte Länge des Schiffes einnehmenden Anbau mit Schleppdach. In der Giebelfassade befindet sich ein hohes Spitzbogenportal aus Tuffstein mit mehrfach gekehlter Laibung, darüber ein großes Rundfenster. Die Fassaden sind weiß verputzt, unterhalb des Daches der Kapelle verläuft ein breites Dekorband mit monochromer Schablonenmalerei. Der dreijochige Innenraum weist ein Netzrippengewölbe über profilierten, teils mit Astwerk versehenen Konsolen auf. An den Wänden finden sich Reste von spätgotischen Fresken (Jüngstes Gericht und Kreuzigung) und ein Freskenzyklus mit den Rosenkranzgeheimnissen von Alois Höfer von 1962. Die Glasfenster wurden von Albert Birkle gestaltet. | BDA-Hist.: Q37807987 Status: § 2a Stand der BDA-Liste: 2025-06-30 Name: Friedhofskapelle hl. Margaretha/ Aufbahrungshalle GstNr.: 22 Friedhofskapelle hl. Margaretha (Niederndorf) |
| ja   | Datei hochladen | Wallfahrtskirche Mariahilf auf dem Hechenberg HERIS-ID: 106554 Objekt-ID: 123729 TKK: 2957      | Standort KG: Niederndorf                              | Die barocke Wallfahrtskirche mit zentralsierendem Konzept wurde 1776–1778 vermutlich nach Plänen von Andre Hueber erbaut und 1818 um einen Sakristeianbau ergänzt. Der quadratische Hauptraum wird von einem halbrunden Chor im Osten und einer halbrunden Vorhalle mit Empore im Westen eingerahmt. Über dem Chor befindet sich ein Dachreiter mit Zwiebelhelm. Innen ist der Hauptraum durch Pilaster und Gebälk gegliedert und von einer Flachkuppel überwölbt. Im Chor steht der spätklassizistische Hochaltar von Josef Stumpf von 1848, dessen Mittelpunkt eine Kopie des Gnadenbildes Mariahilf in geschnitztem goldenen Rahmen mit Strahlenkranz bildet. | BDA-Hist.: Q37808005 Status: § 2a Stand der BDA-Liste: 2025-06-30 Name: Wallfahrtskirche Mariahilf auf dem Hechenberg GstNr.: .126 Wallfahrtskirche Mariahilf (Niederndorf)        |
| ja   | Datei hochladen | Bildstock bei der Wallfahrtskirche HERIS-ID: 106555 Objekt-ID: 123730 TKK: 2974                 | Standort KG: Niederndorf                              | Der gemauerte Nischenbildstock mit polygonalem Schluss und steilem Satteldach südlich der Wallfahrtskirche stammt aus der ersten Hälfte des 18. Jahrhunderts. In der mit einem Schmiedeeisengitter verschlossenen Nische befindet sich ein Mariahilfbild. | BDA-Hist.: Q37808018 Status: § 2a Stand der BDA-Liste: 2025-06-30 Name: Bildstock bei der Wallfahrtskirche GstNr.: .126 Bildstock bei der Wallfahrtskirche Mariahilf (Niederndorf) |